# La bocca della verità
La bocca della verità (The Horse's Mouth) è un film del 1958 diretto da Ronald Neame.

## Riconoscimenti
Il film è stato presentato in concorso alla Mostra del cinema di Venezia, dove Alec Guinness ha vinto la Coppa Volpi per la migliore interpretazione maschile.
Nel 1958 il National Board of Review of Motion Pictures l'ha inserito nella lista dei migliori film stranieri dell'anno e ha premiato Kay Walsh come miglior attrice non protagonista.